# Papyrus 119

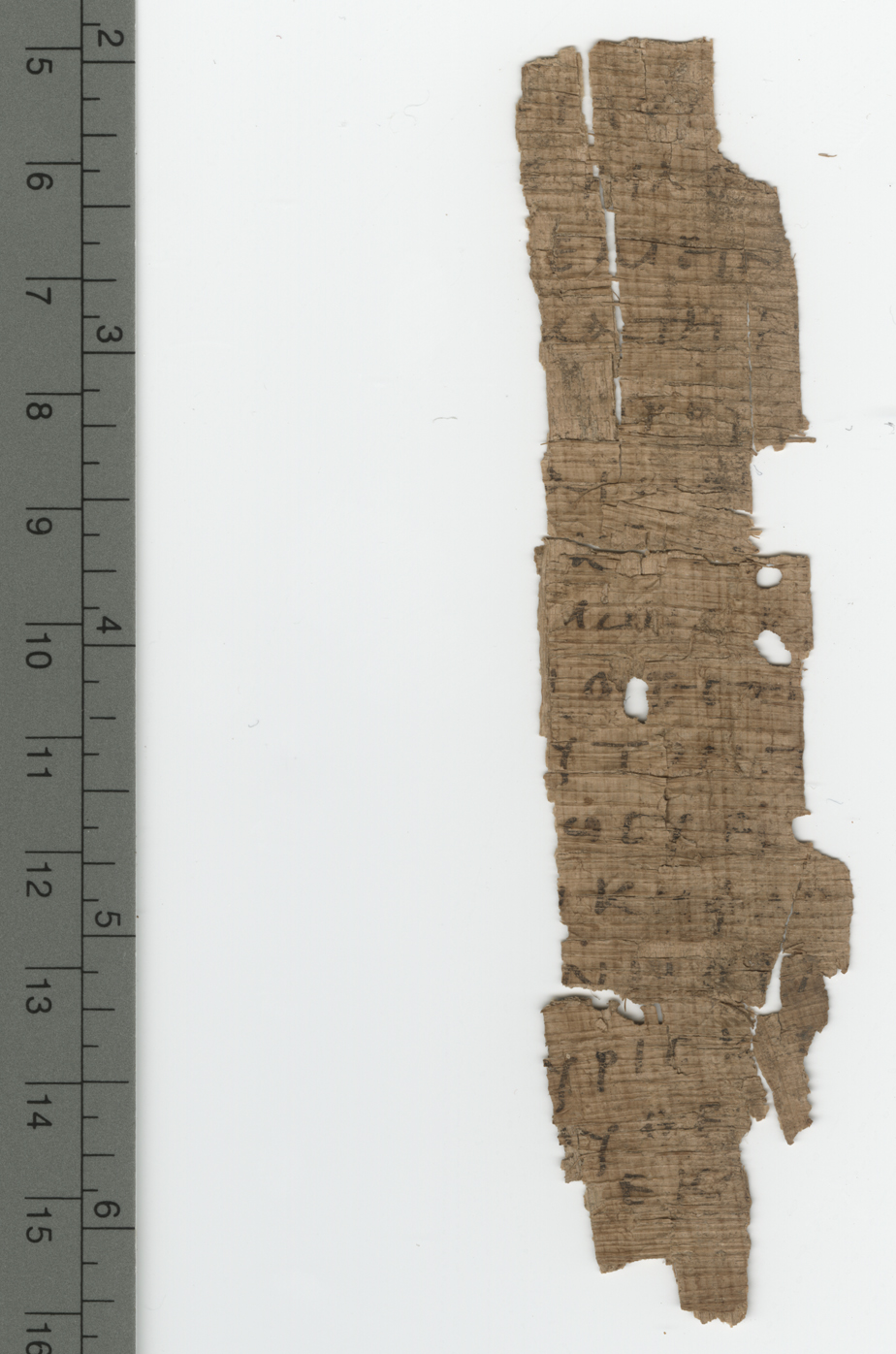
Papyrus 119

Papyrus 119 (volgens de nummering van Gregory-Aland) of {\displaystyle {\mathfrak {P}}^{119}}, of P.Oxy. 4803, is een oud Grieks afschrift van het Nieuwe Testament op papyrus. Het bevat het Evangelie volgens Johannes 1:21-28,38-44; het zijn fragmenten. Op grond van schrifttype wordt een ontstaan vroeg in de 3e eeuw aangenomen.
Het wordt bewaard in de Papyrologie afdeling van de Art, Archaeology and Ancient World Library in Oxford Verenigd Koninkrijk, nr 4803.

## Tekst
De Griekse tekst van de codex vertegenwoordigt de Alexandrijnse tekst.

### Officiële registratie
- "Continuation of the Manuscript List" Institute for New Testament Textual Research, University of Münster. Retrieved April 9, 2008